# Wantewitz
Wantewitz ist ein Ortsteil der Gemeinde Priestewitz im Landkreis Meißen. Er ist etwa zwei Kilometer südlich des Ortszentrums an der Bundesstraße 101 zu finden.

## Geografie und Verkehrsanbindung
Die Bundesstraße 101 führt an Wantewitz vorbei. Zwei Buslinien verbinden Wantewitz unter anderem mit Großenhain, Priestewitz und Meißen.

## Geschichte
Wantewitz ist wahrscheinlich ursprünglich eine slawische Gründung. Aus dieser entwickelte sich ein deutscher Gutsweiler. Eine erste urkundliche Erwähnung erfuhr der Ort schließlich im Jahre 1207, als Rodolfus et Dipoldus de Wantwiz und sein Bruder als Zeugen in Hayn auftreten. Der Ortsname wird als Siedlung der Leute eines Van(o)ta gedeutet. Weitere Formen des Ortsnamens waren im Laufe der Zeit: Wantewiz (1288), Wantwitz (1316), Want(e)wicz (1378) und Wanthewicz (1466).
Im Laufe der Jahrhunderte gab es einige Besitzerwechsel. Im Jahre 1288 noch als Allodium erwähnt und zum Kloster Seußlitz gehörig, kam der Ort 1373 zur Burg Hayn. In der Mitte des 16. Jahrhunderts war er der Meißner Fürstenschule zugehörig, im Jahre 1551 zur Stadt Hayn. Am Ende des 17. Jahrhunderts hatte das Rittergut Naundorf die Grundherrschaft über Wantewitz inne, welches während des Dreißigjährigen Krieges wüst gefallen war. Die dazugehörige Gemarkungsgröße wurde in den Jahren 1406, 1547 und 1825 mit sieben Hufen angegeben. Um 1840 gehörten zum vierzig Einwohner zählenden Ort neben der Kirche, eine Schule, zwei Güter und ein Spritzenhaus.
1873 wurde der Gutsweiler Piskowitz nach Wantewitz eingemeindet und am 1. Januar 1950 diese Landgemeinde schließlich nach Gävernitz. Seit 1973 gehörte der Ort zu Kmehlen-Gävernitz, diese Gemeinde kam wiederum 1994 zu Priestewitz.

## Sankt-Urban-Kirche
An Stelle der alten Wantewitzer Kirche, die durch die steigende Bevölkerungszahl für die evangelische Kirchgemeinde zu klein wurde, entstand der 1864 geweihte Kirchenbau mit circa 700 Sitzplätzen. Der Bau der Kirche kostete 27.000 Thaler.
Durch russischen Artilleriebeschuss im Jahr 1945 wurden Fenster und das Dach beschädigt. Bis zum einhundertjährigen Jubiläum konnte die Kirche neu hergerichtet werden. Der Turm wurde letztmals in den Jahren 1996 und 1997 saniert. Namenspatron der Kirche ist Sankt Urban, der Schutzheilige der Weinbauern. Die Kirche ist auf Grund ihrer erhöhten Lage weithin sichtbar und gilt als Landmarke.
In ihrem Inneren ist unter anderem eine Orgel zu finden, welche im Jahre 1864 vom Bornaer Orgelbaumeister Urban Kreutzbach (1796–1868) geschaffen wurde.

Sankt-Urban-Kirche
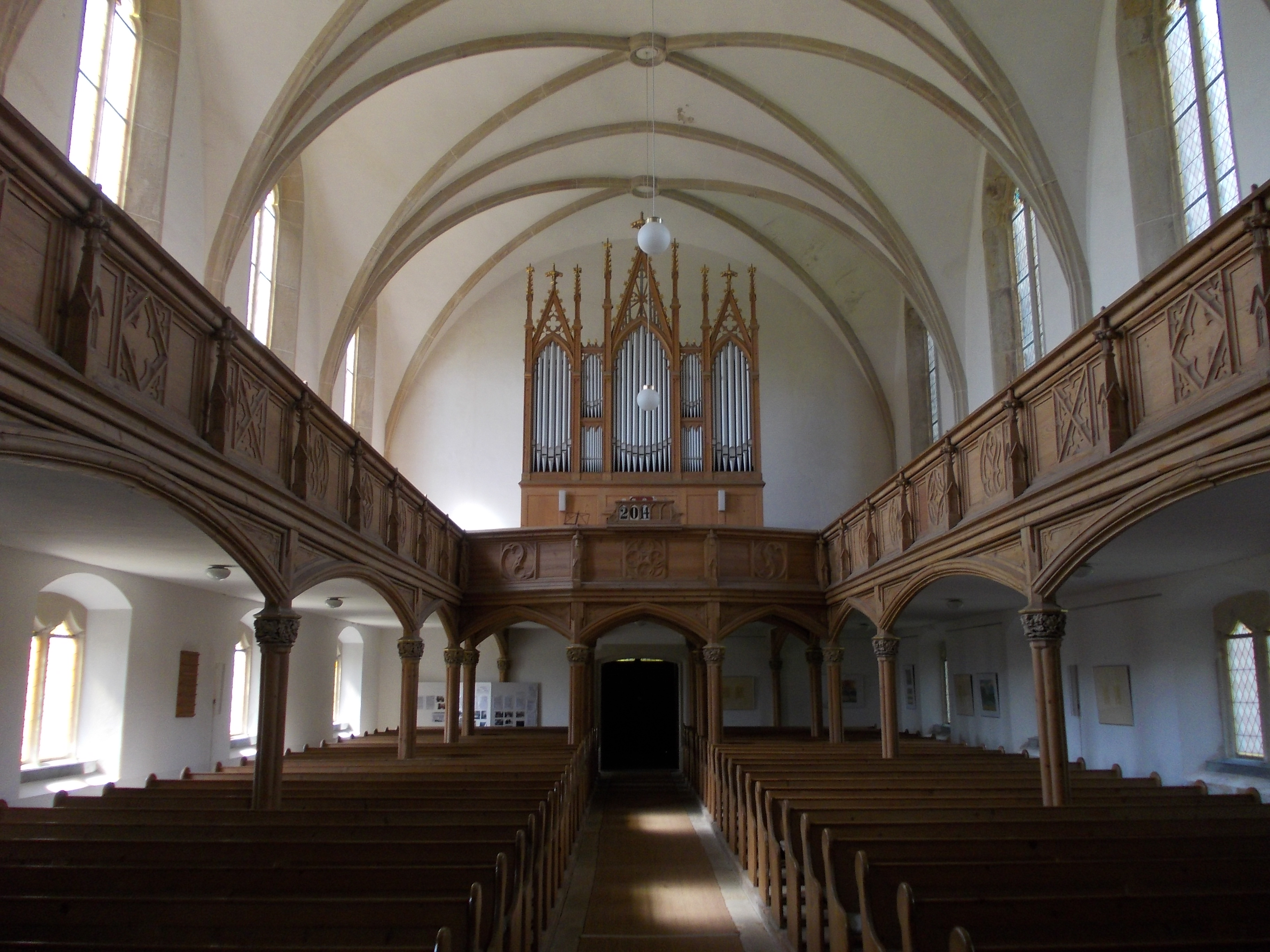
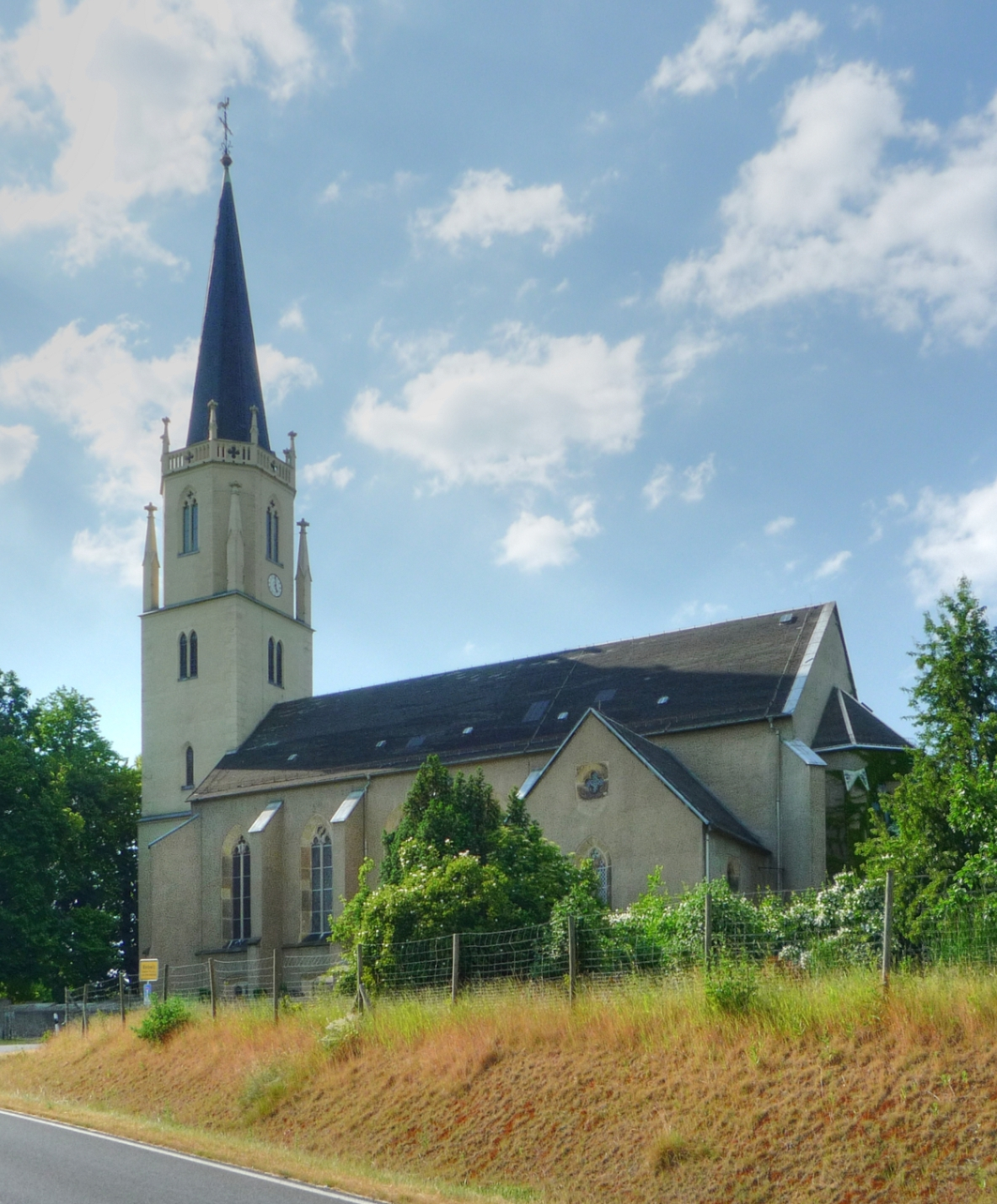
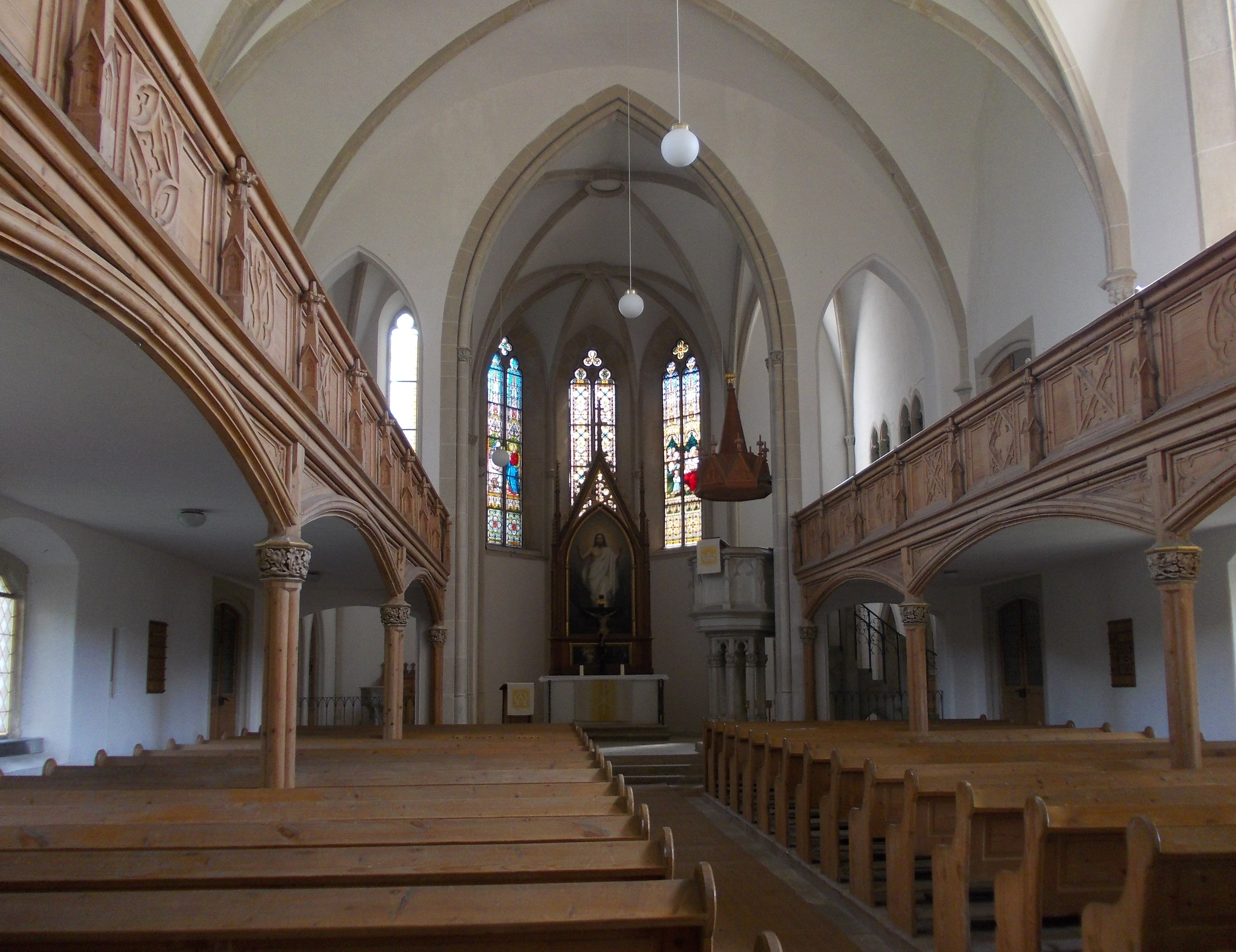